# Högbana

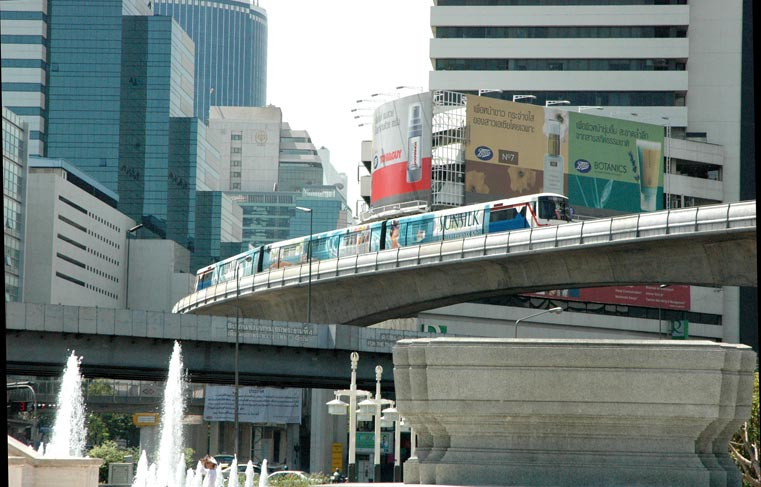
Tåg ankommer till Sala Daeng Station, Bangkoks högbana

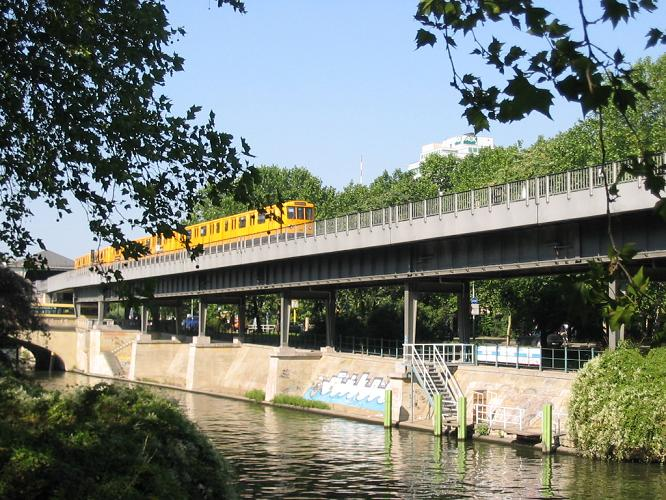
Högbana i Berlin.

Högbana är ett slags stadsbana skild från annan trafik. Den går upphöjt på broar istället för under marken. En del sträckor kan höra till ett  tunnelbanenät och då räknas som tunnelbana även om de går ovanför marken.

## Historisk utveckling
Det tidigaste exemplet på en högbana var järnvägen mellan London och Greenwich som byggdes på en tegelviadukt 1836-1838. De första högbanorna på stålkonstruktioner byggdes i New York 1867 och i Chicago 1888 (The Loop). Inför World Columbian Exposition 1893 byggde man den första elektriskt drivna högbanan i Chicago. Samma år öppnade Liverpool sin högbana men den stängde 1956. 
I Europa byggdes i början av 1900-talet högbanor bland annat i Berlin som en del i Berlins tunnelbana, ursprungligen tyska Berliner Hoch- und Untergrundbahn,  invigd 1902 och Hamburgs tunnelbana från 1912, ursprungligen Hamburger Hochbahn. (Den tyska förkortningen för tunnelbana eller Untergrundbahn, U-Bahn, ibland omtolkad till Unabhängig-Bahn kom dock att ta överhanden även för högbanorna.) Amsterdam och Rotterdams spårsystem består också till stora delar av högbanor. Bland modernare högbanesystem kan nämnas Docklands Light Railway i London.
Nya högbanor byggs än idag, till exempel i Las Vegas och i flera asiatiska städer. Högbanor är billigare än tunnelbanor, men högbanornas stora nackdel är att de är svåra att bygga i äldre stadskärnor och systemen byggs därför främst i starkt expansiva storstäder. Högbanor kan också verka störande i stadslandskapet och avge en hel del buller. 
I Berlin är pendeltågen, S-Bahn, byggda som högbanor på flera ställen, bl.a. från Bahnhof Zoo-Alexanderplatz. Berlins tunnelbanas linjer U1 och U2 är också byggda som högbanor på vissa sträckor. Stockholms tunnelbanas gröna linje är utanför tullarna i huvudsak byggd på marken, men delvis som högbana för att få alla korsningar planskilda.
En typ av högbana som inte använder sig av järnvägsräls är monorail. Tågen går istället ovanpå eller hänger under en balk. Exempel är Wuppertals hängbana, som öppnade för trafik 1901, och Osaka Monorail, världens längsta monorailsystem (28 km).